# Calabrien
Calabrien (italiensk: Calabria) er en italiensk region på 15.080 km² med en befolkning på godt 2 millioner. Samtidig er det navnet på halvøen ("tåen") i det sydvestlige Italien, og Calabriens sydvestlige spids ligger ved Messinastrædet. Hovedbyen er Catanzaro.
Calabrien er et folkefattigt bjergland, hvor hovederhvervet er landbrug. Økonomisk hører regionen til de økonomisk svageste i Italien, så der er gennem mange år sket en betydelig udvandring, dels til det nordlige Italien, dels til andre lande, hovedsageligt USA.
Langs kysten ligger der en stribe byer med strande, men som ikke er turistmæssigt udnyttet som man ser det i andre dele af Italien. De største af kystbyerne er langs det Tyrrhenske hav: Scalea, Paola, Amantea, Pizzo, Tropea, Gioia Tauro, Palmi og Scilla.  Langs Tarantobugten er de største byer: Trebisacce, Cariati, Ciro Marina, Crotone, Catanzaro Lido, Soverato, Sidereo og Locri.
De største byer er: Catanzaro, Reggio di Calabria og Cosenza.
Jernbanen fra Rom/Napoli til Sicilien (via Messina strædet) går igennem Calabrien, ligesom motorvejen til Sicilien løber igennem regionen.
Der er to internationale lufthavne i Calabrien – Reggio di Calabria samt Lamezia-Terme, dog er der ingen direkte fly til Danmark (maj 2010)
I den sydlige del af regionen ligger Nationalpark Aspromonte.
- Calabrien
- Kort over Calabrien med provinser

## Gastronomi
Calabriens største bidrag til det italienske køkken er den tørrede chili, Peperoncino, der tilsættes alle typer af retter. Af vine er Ciro de mest berømte fra området omkring byen Ciro. Dessertvinen Zibibbo er berømt i Italien, men er ikke kendt uden for Italiens grænser.